# سرخابی
سُرخابی  یا مَجنتا (به انگلیسی: Magenta) یا ارغوانی روشن، رنگی شاد و زنده است در فاصله ای برابر میان دو رنگ اصلی سرخ و آبی.
نام آن از یکی از اقلام آرایشی سنتی ایرانی به نام سرخاب گرفته شده است.